# Josep Pla i Agustí
Josep Pla i Agustí, né vers 1728 en Catalogne et mort le 14 décembre 1762 à Stuttgart, est un compositeur et hautboïste catalan espagnol de musique baroque.
Josep Pla était le plus jeune de trois frères compositeurs.

## Biographie
Josep, ou José, Pla i Agustí naît vers 1728 en Espagne,,.
Il a deux frères plus âgés que lui, qui deviendront tous deux musiciens : Joan Baptista (1720-1773),, et Manuel (c. 1725-1766),,.
Comme ses frères, Josep grandit à Madrid, où il a probablement reçu une formation musicale de son père.
Joan Baptista et Josep deviennent tous deux virtuoses du hautbois,. 
En 1752, ils se rendent à Paris où leurs talents sont applaudis au Concert spirituel, où Josep fait ses débuts,,,. Deux ans plus tard, les deux frères se rendent à Londres mais, en 1754, Josep se sépare de son frère et semble retourner en Espagne.
En 1756, Josep compose un Stabat Mater pour le comte de Peñaflorida et, en 1758, il se rend à la chapelle royale de Madrid avec son frère Manuel.
En 1761, ils entrent au service du duc de Wurtemberg : en Allemagne, les deux frères sont appelés Pla, Plas ou Plats,.
Mais Josep meurt au cours de la première année de cet engagement, le 14 décembre 1762, à Stuttgart à l'âge de trente-quatre ans,,,,.

## Œuvre
- 1756 : Stabat Mater[1],[2]
- sonates pour deux hautbois et basse continue

## Enregistrements
Des œuvres de Josep Pla et de ses frères ont été publiées sur les labels Meridian Records, Ramée, Arsis, Deutsche Harmonia Mundi et La Ma de Guido :
- 2001 : Galant with an Attitude, music of Juan and José Pla for flutes, strings and continuo, par les ensembles Musicians of the Old Post Road et la Fontegara (Meridian Records CDE 84419)
- 2006 : Joan Baptista & Josep Pla : Trios per a oboès, musique de chambre pour deux hautbois et basse continue, par l'ensemble Rossi Piceno (Ramée RAM 0603)
- 2006 : Sonatas para dos flautas traveseras y bajo, par l'ensemble Estil Concertant (Arsis 4196)
- 2011 : Pla : Concertos for oboe, par l'ensemble Zefiro (Deutsche Harmonia Mundi 88697822162)
- 2012 : Stabat Mater et Salve Regina, Manuel et Josep Pla, par Raquel Andueza (soprano), Pau Bordas (basse) et l'Orquestra Barroca Catalana, dir. Olivia Centurioni (La Ma de Guido LMG 2106)